# Dorcadion profanifuga
Dorcadion profanifuga là một loài bọ cánh cứng trong họ Cerambycidae.